# 6.ª etapa de la Vuelta a España 2023
La 6.ª etapa de la Vuelta a España 2023 tuvo lugar el 31 de agosto de 2023 con inicio en La Vall d'Uixó y final en Observatorio Astrofísico de Javalambre, sobre un recorrido de 186,2 km. Segundo final en alto de la edición, el estadounidense Sepp Kuss del Jumbo-Visma logró la victoria y Remco Evenepoel del Soudal Quick-Step perdió el liderato en favor del francés Lenny Martinez del Groupama-FDJ.

## Clasificación de la etapa[2]
| Vall de Uxó - Observatorio Astrofísico de Javalambre | etapa de montaña | (183,1 km) |

| \| Clasificación de la etapa \| Clasificación de la etapa \| Clasificación de la etapa \| Clasificación de la etapa \| Clasificación de la etapa \| \| Ciclista \| Ciclista \| Equipo \| Tiempo \| \| \| ------------------------- \| ------------------------- \| ------------------------- \| ------------------------- \| ------------------------- \| \| 1.º \| Sepp Kuss \| Jumbo-Visma \| 4 h 27 min 29 s \| \| \| 2.º \| Lenny Martinez \| Groupama-FDJ \| + 26 s \| \| \| 3.º \| Romain Bardet \| Team DSM-Firmenich \| + 31 s \| \| \| 4.º \| Mikel Landa \| Bahrain Victorious \| + 46 s \| \| \| 5.º \| Marc Soler \| UAE Team Emirates \| + 46 s \| \| \| 6.º \| Wout Poels \| Bahrain Victorious \| + 1 min 03 s \| \| \| 7.º \| Einer Rubio \| Movistar Team \| + 1 min 05 s \| \| \| 8.º \| Cristián Rodríguez \| Arkéa-Samsic \| + 1 min 12 s \| \| \| 9.º \| Steff Cras \| TotalEnergies \| + 1 min 12 s \| \| \| 10.º \| Jefferson Cepeda \| Caja Rural-Seguros RGA \| + 1 min 26 s \| \| |                    |                        |                 |
| |                    |                        |                 |
| Fuente: ProCyclingStats |                    |                        |                 |
| Clasificación de la etapa |                    |                        |                 |
| Ciclista | Ciclista           | Equipo                 | Tiempo          |
| 1.º | Sepp Kuss          | Jumbo-Visma            | 4 h 27 min 29 s |
| 2.º | Lenny Martinez     | Groupama-FDJ           | + 26 s          |
| 3.º | Romain Bardet      | Team DSM-Firmenich     | + 31 s          |
| 4.º | Mikel Landa        | Bahrain Victorious     | + 46 s          |
| 5.º | Marc Soler         | UAE Team Emirates      | + 46 s          |
| 6.º | Wout Poels         | Bahrain Victorious     | + 1 min 03 s    |
| 7.º | Einer Rubio        | Movistar Team          | + 1 min 05 s    |
| 8.º | Cristián Rodríguez | Arkéa-Samsic           | + 1 min 12 s    |
| 9.º | Steff Cras         | TotalEnergies          | + 1 min 12 s    |
| 10.º | Jefferson Cepeda   | Caja Rural-Seguros RGA | + 1 min 26 s    |

## Clasificaciones al final de la etapa

### Clasificación general[3]
| \| Clasificación general \| Clasificación general \| Clasificación general \| Clasificación general \| Clasificación general \| \| Ciclista \| Ciclista \| Equipo \| Tiempo \| \| \| --------------------- \| --------------------- \| ---------------------- \| --------------------- \| --------------------- \| \| 1.º \| Lenny Martinez \| Groupama-FDJ \| 21 h 40 min 35 s \| \| \| 2.º \| Sepp Kuss \| Jumbo-Visma \| + 8 s \| \| \| 3.º \| Marc Soler \| UAE Team Emirates \| + 51 s \| \| \| 4.º \| Wout Poels \| Bahrain Victorious \| + 1 min 41 s \| \| \| 5.º \| Steff Cras \| TotalEnergies \| + 1 min 48 s \| \| \| 6.º \| Mikel Landa \| Bahrain Victorious \| + 1 min 58 s \| \| \| 7.º \| Jefferson Cepeda \| Caja Rural-Seguros RGA \| + 2 min 06 s \| \| \| 8.º \| David de la Cruz \| Astana Qazaqstan Team \| + 2 min 23 s \| \| \| 9.º \| Remco Evenepoel \| Soudal Quick-Step \| + 2 min 47 s \| \| \| 10.º \| Enric Mas \| Movistar Team \| + 2 min 50 s \| \| |                  |                        |                  |
| |                  |                        |                  |
| Fuente: ProCyclingStats |                  |                        |                  |
| Clasificación general |                  |                        |                  |
| Ciclista | Ciclista         | Equipo                 | Tiempo           |
| 1.º | Lenny Martinez   | Groupama-FDJ           | 21 h 40 min 35 s |
| 2.º | Sepp Kuss        | Jumbo-Visma            | + 8 s            |
| 3.º | Marc Soler       | UAE Team Emirates      | + 51 s           |
| 4.º | Wout Poels       | Bahrain Victorious     | + 1 min 41 s     |
| 5.º | Steff Cras       | TotalEnergies          | + 1 min 48 s     |
| 6.º | Mikel Landa      | Bahrain Victorious     | + 1 min 58 s     |
| 7.º | Jefferson Cepeda | Caja Rural-Seguros RGA | + 2 min 06 s     |
| 8.º | David de la Cruz | Astana Qazaqstan Team  | + 2 min 23 s     |
| 9.º | Remco Evenepoel  | Soudal Quick-Step      | + 2 min 47 s     |
| 10.º | Enric Mas        | Movistar Team          | + 2 min 50 s     |

### Clasificación por puntos[4]
| Clasificación por puntos | Clasificación por puntos | Clasificación por puntos | Clasificación por puntos | Clasificación por puntos |
| Ciclista                 | Ciclista                 | Equipo                   | Puntos                   |                          |
| ------------------------ | ------------------------ | ------------------------ | ------------------------ | ------------------------ |
| 1.º                      | Kaden Groves             | Alpecin-Deceuninck       | 122 pts                  |                          |
| 2.º                      | Andrea Vendrame          | AG2R Citroën Team        | 62 pts                   |                          |
| 3.º                      | Marc Soler               | UAE Team Emirates        | 52 pts                   |                          |
| 4.º                      | Remco Evenepoel          | Soudal Quick-Step        | 45 pts                   |                          |
| 5.º                      | Andreas Kron             | Lotto Dstny              | 45 pts                   |                          |
| 6.º                      | Dries Van Gestel         | TotalEnergies            | 38 pts                   |                          |
| 7.º                      | Lenny Martinez           | Groupama-FDJ             | 36 pts                   |                          |
| 8.º                      | Sepp Kuss                | Jumbo-Visma              | 35 pts                   |                          |
| 9.º                      | Edward Theuns            | Lidl-Trek                | 35 pts                   |                          |
| 10.º                     | Juan Sebastián Molano    | UAE Team Emirates        | 30 pts                   |                          |

### Clasificación de la montaña[5]
| Clasificación de la montaña | Clasificación de la montaña | Clasificación de la montaña | Clasificación de la montaña | Clasificación de la montaña |
| Ciclista                    | Ciclista                    | Equipo                      | Puntos                      |                             |
| --------------------------- | --------------------------- | --------------------------- | --------------------------- | --------------------------- |
| 1.º                         | Eduardo Sepúlveda           | Lotto Dstny                 | 21 pts                      |                             |
| 2.º                         | Sepp Kuss                   | Jumbo-Visma                 | 10 pts                      |                             |
| 3.º                         | Remco Evenepoel             | Soudal Quick-Step           | 10 pts                      |                             |
| 4.º                         | Matteo Sobrero              | Team Jayco AlUla            | 6 pts                       |                             |
| 5.º                         | Javier Romo                 | Astana Qazaqstan Team       | 6 pts                       |                             |
| 6.º                         | Lenny Martinez              | Groupama-FDJ                | 6 pts                       |                             |
| 7.º                         | Jonas Vingegaard            | Jumbo-Visma                 | 6 pts                       |                             |
| 8.º                         | Damiano Caruso              | Bahrain Victorious          | 6 pts                       |                             |
| 9.º                         | Marc Soler                  | UAE Team Emirates           | 5 pts                       |                             |
| 10.º                        | Jesús Herrada               | Cofidis                     | 4 pts                       |                             |

### Clasificación de los jóvenes[6]
| Clasificación del mejor joven | Clasificación del mejor joven | Clasificación del mejor joven | Clasificación del mejor joven | Clasificación del mejor joven |
| Ciclista                      | Ciclista                      | Equipo                        | Tiempo                        |                               |
| ----------------------------- | ----------------------------- | ----------------------------- | ----------------------------- | ----------------------------- |
| 1.º                           | Lenny Martinez                | Groupama-FDJ                  | 21 h 40 min 35 s              |                               |
| 2.º                           | Remco Evenepoel               | Soudal Quick-Step             | + 2 min 47 s                  |                               |
| 3.º                           | Juan Ayuso                    | UAE Team Emirates             | + 3 min 06 s                  |                               |
| 4.º                           | Cian Uijtdebroeks             | Bora-Hansgrohe                | + 3 min 08 s                  |                               |
| 5.º                           | João Almeida                  | UAE Team Emirates             | + 3 min 17 s                  |                               |
| 6.º                           | Einer Rubio                   | Movistar Team                 | + 3 min 22 s                  |                               |
| 7.º                           | Santiago Buitrago             | Bahrain Victorious            | + 3 min 58 s                  |                               |
| 8.º                           | Thymen Arensman               | Ineos Grenadiers              | + 5 min 10 s                  |                               |
| 9.º                           | Attila Valter                 | Jumbo-Visma                   | + 6 min 24 s                  |                               |
| 10.º                          | Sean Quinn                    | EF Education-EasyPost         | + 9 min 58 s                  |                               |

### Clasificación por equipos[7]
| Clasificación por equipos | Clasificación por equipos | Clasificación por equipos | Clasificación por equipos |
| Equipo                    | Equipo                    | Tiempo                    |                           |
| ------------------------- | ------------------------- | ------------------------- | ------------------------- |
| 1.º                       | Bahrain Victorious        | 64 h 31 min 40 s          |                           |
| 2.º                       | Jumbo-Visma               | + 3 s                     |                           |
| 3.º                       | UAE Team Emirates         | + 1 min 15 s              |                           |
| 4.º                       | Bora-Hansgrohe            | + 4 min 04 s              |                           |
| 5.º                       | Ineos Grenadiers          | + 8 min 53 s              |                           |
| 6.º                       | Movistar Team             | + 15 min 35 s             |                           |
| 7.º                       | Soudal Quick-Step         | + 23 min 34 s             |                           |
| 8.º                       | Caja Rural-Seguros RGA    | + 25 min 47 s             |                           |
| 9.º                       | EF Education-EasyPost     | + 26 min 22 s             |                           |
| 10.º                      | Groupama-FDJ              | + 31 min 30 s             |                           |

## Abandonos
- Lorenzo Milesi se retiró como consecuencia de una caída.
- Michel Hepburn se retiró como consecuencia de una caída.
- Jay Vine se retiró como consecuencia de una caída.
- Andrea Bagioli se retiró como consecuencia de problemas estomacales.